# Mirakulina

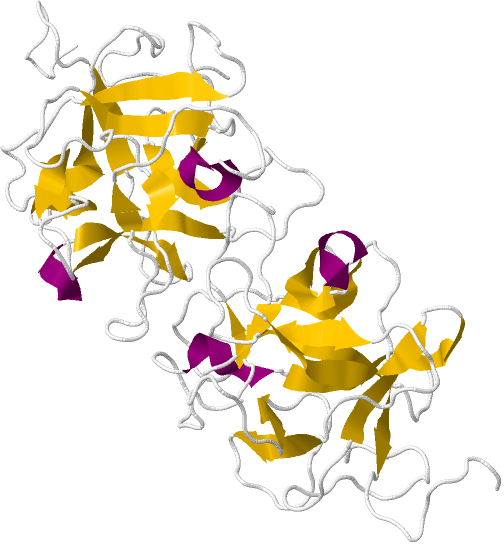
Struktura krystaliczna dimeru białka podobnego do mirakuliny z nasion Bergera koenigii

Mirakulina – glikoproteina obecna w owocach synsepala słodkiego, rośliny rosnącej w Afryce Zachodniej.
Białko ma zdolność do zmiany odczuwanego smaku z kwaśnego na słodki. Efekt związany jest z wpływem na receptory smaku. Odczuwanie słodyczy zależne jest od stężenia glikoproteiny oraz pH roztworu. Maksymalny efekt uzyskuje się przy stężeniu 4×10−7 M i odpowiada stężeniu 0,4 M sacharozy. Przy zawartości kwasu cytrynowego 0,2 M wrażenie słodyczy odpowiada 0,5 M sacharozy. Zmienione działanie receptorów może utrzymywać się do godziny po kontakcie z mirakuliną. Zawartość glikoproteiny jest najwyższa w dojrzałych owocach i może wynosić do 10% całkowitego białka rozpuszczalnego. Została wyizolowana i opisana po raz pierwszy przez japońskiego naukowca Kenzo Kurihara w roku 1968.

## Budowa

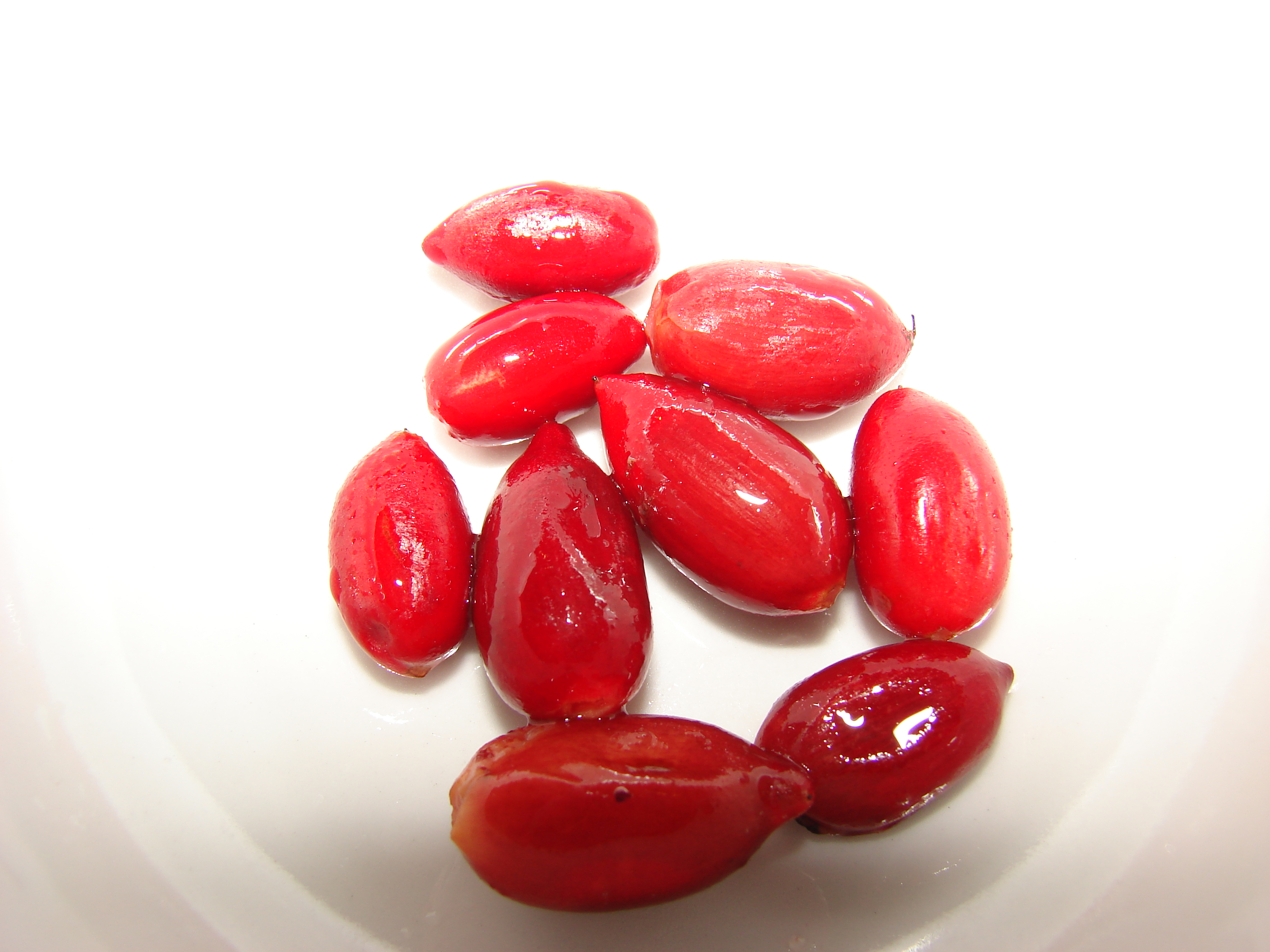
Owoce synsepala słodkiego

W komórkach mirakulina występuje jako tetramer o masie 98,4 kDa złożony z identycznych monomerów łączących się w dimery. Pojedynczy polipeptyd składa się z 191 aminokwasów i dwóch łańcuchów węglowodanowych przyłączonych do Asn-92 i Asn-186. Masa polipeptydu obliczona na podstawie sekwencji aminokwasów i zawartości węglowodanów to 24,6 kDa, przy czym 13,9% masy stanowią węglowodany. Sekwencja aminokwasów wykazuje wysoki poziom analogii do inhibitora trypsyny w soi. Gen kodujący mirakulinę koduje 220 aminokwasów. 29 reszt aminokwasowych tworzy sekwencję sygnałową odcinaną od końca N podczas modyfikacji potranslacyjnych.

## Działanie
Wyniki badań sugerują, że w niskim pH dochodzi do rozdzielenia dwóch reszt His, co skutkuje rozsunięciem się dwóch monomerów i dopasowaniem do powierzchni receptora. Prawdopodobnie białko wiąże się z receptorem smaku słodkiego, MCL-hT1R2 hT1R3, działając jako antagonista przy odczynie obojętnym i agonista przy odczynie kwasowym.

## Zastosowanie

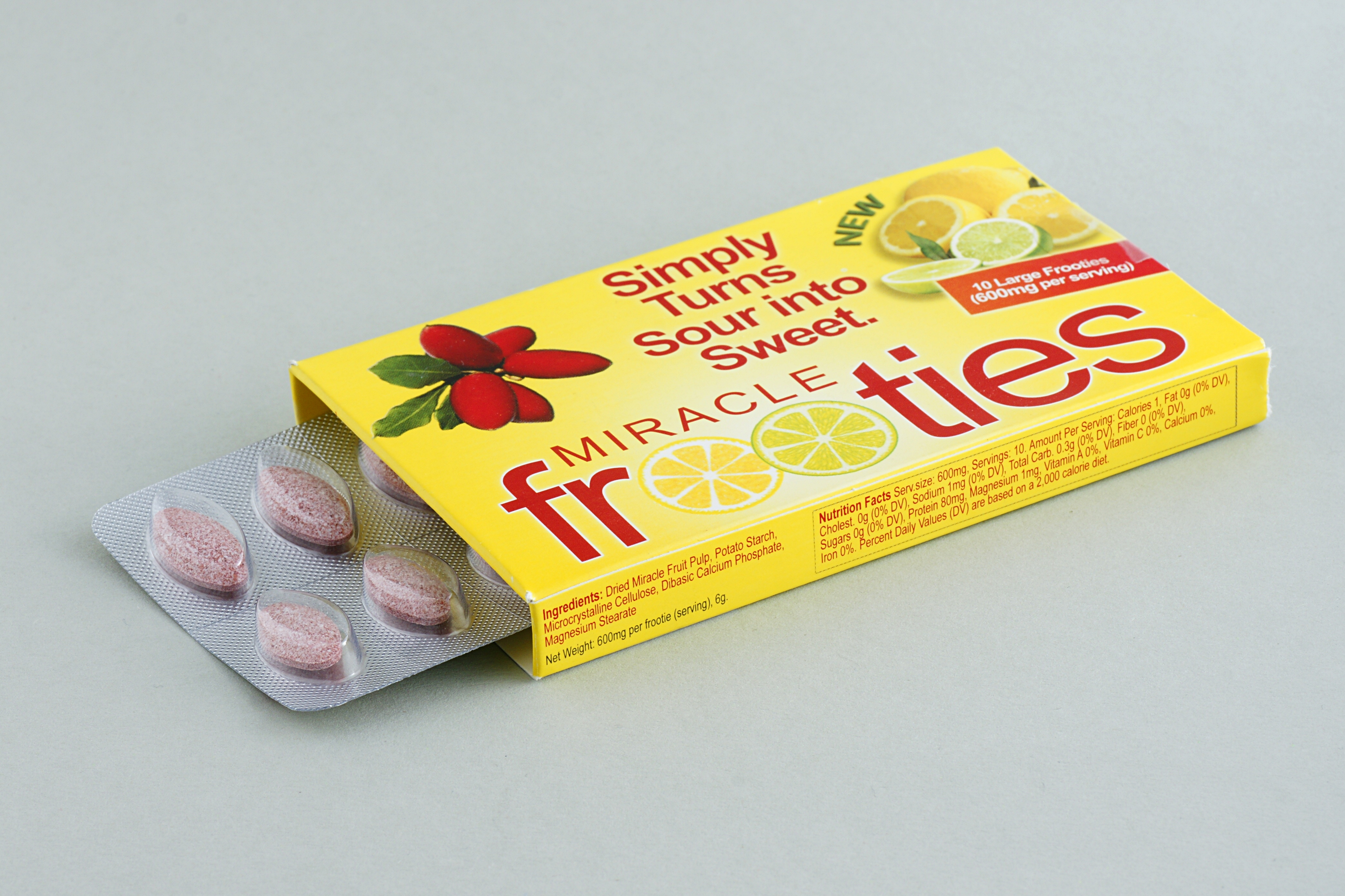
Mirakulina może zastąpić cukier lub słodzik

Mirakulina może być stosowana jako zastępczy środek słodzący w krajach wysoko rozwiniętych, zastępując sztuczne środki słodzące, w tym aspartam, stosowane w celu obniżenia kaloryczności żywności. Zastępcze środki słodzące są też stosowane w żywności przeznaczonej dla diabetyków. Mirakulina otrzymywana z owoców synsepala słodkiego jest stosunkowo droga, dlatego podjęto próby wytwarzania jej przy użyciu organizmów transgenicznych. Udało się uzyskać wytwarzające mirakulinę sałatę, pomidory oraz kropidlaka żółtego odmiany oryzae. Uprawa w systemie zamkniętym transgenicznych pomidorów pozwala uzyskać 90 μg z grama świeżej masy owoców. Wniosek o rejestrację wyodrębnianej z owoców mirakuliny złożony w 1974 do amerykańskiej Agencji Żywności i Leków został odrzucony. Odmowa wywołała spekulacje o wpływie producentów cukru i syntetycznych słodzików na decyzję agencji. Zaczęto natomiast stosować mirakulinę w Japonii. W Unii Europejskiej owoce synsepala mają status nowej żywności i nie mogą znaleźć się w obrocie bez przeprowadzenia oceny bezpieczeństwa.